# Hydnangiaceae
Famille
Les Hydnangiaceae sont une famille de champignons basidiomycètes de l'ordre des Agaricales. La famille comporte une trentaine d'espèces avec les vingt-cinq du genre Laccaria, dont les plus connues en Europe sont le Laccaire améthyste et le Laccaire laqué. Les espèces d'Hydnangiaceae sont mycorhiziens avec diverses espèces d'arbres, tant dans des forêts de conifères que de feuillus. Le genre Hydnangium est hypogée.

## Classement phylogénétique desHydnangiaceae
- Clade des Agaricoïdes
  - Agaricaceae

  - Psathyrellaceae

  - Hydnangiaceae
    - 
      - Hydnangium 3 sp.
        - Hydnangium aurantiacum
        - Hydnangium carneum
        - Hydnangium densum

      - Laccaria 25 sp.
        - Laccaria pumila
          - Laccaria ochropurpurea
          - Laccaria amethystina[1]

      - Maccagnia carnica[2] 1sp.
      - Podohydnangium australe[3] 1sp.

    - Bolbitiaceae

## Classement Linnéen

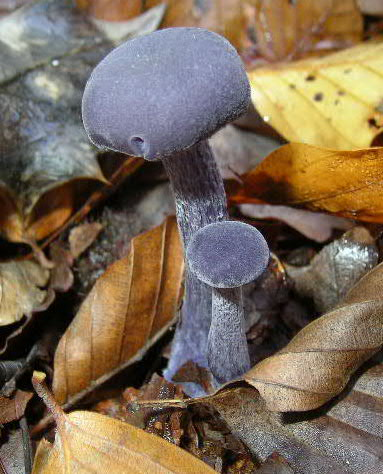
Laccaria amethystina, jeune

Actuellement la famille comprend quatre genres et une trentaine d'espèces
- Genre Hydnangium
  - Hydnangium aurantiacum
  - Hydnangium carneum
  - Hydnangium densum
- Genre Laccaria
  - 25 espèces
- Genre Maccagnia
- Maccagnia carnica
- Genre Podohydnangium
  - Podohydnangium australe